# Wetsvoorstel
Een wetsvoorstel is een ontwerp van wet dat nog niet door alle organen is goedgekeurd. 
De wijze waarop een wetsvoorstel tot stand komt en de procedure die het voorstel moet doorlopen voor het een geldige wet wordt, verschilt van land tot land. 
In sommige landen, zoals België en Frankrijk, worden verschillende termen gebruikt voor een door de regering voorgestelde wet (wetsontwerp) en een initiatiefwetsvoorstel, dat door een lid van een parlement wordt voorgesteld (wetsvoorstel). 
In Nederland worden die termen gewoonlijk door elkaar gebruikt. In de Nederlandse grondwet van 1983 is de term ontwerp vervangen door voorstel van wet. 